# Croton lorentzii
Espèce
Croton lorentzii est une espèce de plantes à fleurs du genre Croton et de la famille Euphorbiaceae présente en Argentine (Córdoba, Entre Rios).